# Дженджира Срісаард
Дженджира Срісаард (16 квітня 1995) — таїландська плавчиня.
Учасниця Олімпійських Ігор 2020 року.
Переможниця Ігор Південно-Східної Азії 2021 року, призерка 2017, 2019 років.